# Venta del Moro
Venta del Moro és un municipi del País Valencià que es troba a la comarca de la Plana d'Utiel-Requena.

## Geografia
El seu terme municipal, de 272,60 km² és el tercer en extensió de la província de València. Limita amb Caudete de las Fuentes, Fuenterrobles, Requena i Villargordo del Cabriol (a la mateixa comarca); amb Casas-Ibáñez i Villamalea (en la província d'Albacete, Castella-la Manxa); i amb Minglanilla i Iniesta (a la província de Conca).
La capital municipal es troba a una altitud sobre el nivell del mar de 725 metres, oscil·lant les altituds del terme municipal des dels, aproximadament, 500 metres de la ribera del riu Cabriol fins als 1.000 metres de la serra del Rubial, passant pels 700-800 metres dels plans on es troben les principals zones agrícoles.
El terme municipal està dividit en dues zones paisatgístiques molt diferents: la part oriental està composta per extenses zones de cultiu de vinya, esquitxades de petites extensions de pinedes, i l'occidental, que coincideix amb la serra del Rubial i la ribera del riu Cabriol, aquesta última més agresta i muntanyenca, amb nombrosos barrancs, recull paratges de bellesa indescriptible com les espectaculars "Gorges i Ganivets del Cabriol", el pont de Vadocañas, construït en el segle xvi sobre una bassa d'origen romà, El Retorno, El Tete, Tamayo, Los Cárceles, La Fonseca, etc.

### Nuclis
- Casas de Moya
- Casas de Pradas
- Casas del Rey
- Jaraguas. Pedania de la Venta del Moro, situada al nord de la vila.[1] En 2009 tenia 208 habitants.[1]
- Los Marcos
- Las Monjas
- Venta del Moro

## Història
La història de Venta del Moro està fortament lligada a la de Requena, de la qual ha estat llogaret fins a la seva definitiva segregació en 1836.
El primer document que ens parla sobre Venta del Moro és una visita pastoral datada en 1579 del Bisbe de Conca i cita Venta del Moro com un lloc de 7 veïns i 24 persones de comunió que en altra visita pastoral de 1588 es convertirien en 6 veïns. Per tant, la zona és de poblament recent (sobretot en el cas dels llogarets més petits), encara que només sembla endevinar-se un poblament més antic de Jaraguas per trobar-se en un altell de caràcter defensiu sobre la confluència de tres rambles i per la seva proximitat a unes salines d'explotació antiga. Tots els nuclis de població es troben prop d'una font o rambla que actuaria com raó inicial de l'hàbitat.
L'origen del topònim i poble de Venta del Moro es basa en la hipotètica existència d'una venda regentada per algun musulmà en el camí que anava de Toledo a València i que comunicava Iniesta amb Requena pel pont de Vadocañas.
L'any 2001 s'inventarià l'Arxiu Municipal de Venta del Moro tenint com a resultat mil caixes amb alguns documents del segle xix i molts del segle xx.

## Demografia
| 1990  | 1992  | 1994  | 1996  | 1998  | 2000  | 2002  | 2004  | 2005  | 2007  | 2016  |
| ----- | ----- | ----- | ----- | ----- | ----- | ----- | ----- | ----- | ----- | ----- |
| 1.952 | 1.728 | 1.659 | 1.636 | 1.601 | 1.567 | 1.543 | 1.493 | 1.413 | 1.455 | 1.299 |

## Economia
En l'actualitat es basa pràcticament en el cultiu de la vinya, olivera i ametller, havent adquirit la viticultura un auge creixent per la cada dia més important demanda dels extraordinaris brous que s'elaboren en la comarca sota la Denominació d'Origen Utiel-Requena.
En els últims anys s'ha originat un creixement important d'empreses vinculades amb el turisme rural (albergs, hostal, cases rurals, empreses dedicades a l'esport d'aventura).

## Alcaldia
Des de 2011 l'alcalde de Venta del Moro és Luis Francisco López Yeves del Partit Popular (PP).
| Període                       | Alcalde o alcaldessa       | Partit polític | Data de possessió | Observacions |
| ----------------------------- | -------------------------- | -------------- | ----------------- | ------------ |
| 1979–1983                     | Cecilio García Onielfa     | PSPV-PSOE      | 19/04/1979        | --           |
| 1983–1987                     | Cecilio García Onielfa     | PSPV-PSOE      | 28/05/1983        | --           |
| 1987–1991                     | Luis Beltrán Jiménez       | CI             | 30/06/1987        | --           |
| 1991–1995                     | Luis Beltrán Jiménez       | PSPV-PSOE      | 15/06/1991        | --           |
| 1995–1999                     | Luis Beltrán Jiménez       | PSPV-PSOE      | 17/06/1995        | --           |
| 1999–2003                     | Mª Amparo Cárcel Castillo  | PP             | 03/07/1999        | --           |
| 2003–2007                     | Mª Amparo Cárcel Castillo  | PP             | 14/06/2003        | --           |
| 2007–2011                     | Luis Beltrán Jiménez       | PSPV-PSOE      | 16/06/2007        | --           |
| 2011–2015                     | Luis Francisco López Yeves | PP             | 11/06/2011        | --           |
| 2015–2019                     | Luis Francisco López Yeves | PP             | 13/06/2015        | --           |
| 2019-2023                     | Luis Francisco López Yeves | PP             | 15/06/2019        | --           |
| Des de 2023                   | n/d                        | n/d            | 17/06/2023        | --           |
| Fonts: Generalitat Valenciana |                            |                |                   |              |

## Monuments

### Monuments religiosos
- Església de Crist Rei. Casas del Rey.
- Església de La nostra Senyora de Loreto. Edifici d'interès arquitectònic.
- Església de La nostra Senyora del Carme. Las Monjas.
- Església de Sant Antoni Abat. Casas de Moya.
- Església de Sant Francesc Xavier. Jaraguas.
- Església de Sant Gregori. Casas de Pradas.
- Església de Sant Isidre Llaurador. Los Marcos.

### Monuments civils
- Pont Vadocañas. D'interès arquitectònic.
- Pont Vell. D'interès arquitectònic.
- Plaça de Bous. Edifici d'interès arquitectònic.

## Llocs d'interés
- Gorges del Cabriol. Parc natural.
- Jaciment Paleontològic. Descobert a principis dels anys setanta del passat segle, posseïx una immensa riquesa en mamífers i en plantes fòssils de l'època del Miocè terminal (fa aproximadament uns 7 milions d'anys) que van ser trobats en argiles amb lignit i margues.

## Festes i celebracions
- Setmana Santa.
- Los Mayos. Tradició ancestral molt arrelada en el poble i en alguns dels seus llogarets. Consisteix en uns cants populars que tenen lloc la nit del 30 d'abril.
- Sant Isidre Llaurador. Té lloc el 15 de maig.
- Festes Patronals. Se celebren del 5 a l'11 de desembre en commemoració de la seva Patrona la Verge de Loreto.